# Антонич, Богдан-Игорь Васильевич
Богда́н-И́горь Васи́льевич Анто́нич (укр. Богда́н-І́гор Васи́льович Анто́нич, пол. Bohdan Ihor Antonycz; 5 октября 1909, село Новица, Австро-Венгрия, ныне гмина Усце-Горлицке, Горлицкий повят, Малопольское воеводство, Польша — 6 июля 1937, Львов) — украинский поэт, прозаик, переводчик, литературовед.

## Биография
Родился в семье лемка, сельского священника грекокатолической церкви, фамилия отца первоначально была Кіт или по-польски Kot («Кот»), он изменил её на Антонич за год до рождения сына. Мать, Ольга Волошинович, происходила из села Липовец Санокского повята.
Начальное образование получил под надзором частной учительницы. В 1920—1928 учился в гимназии гуманитарного типа имени Королевы Софии в Санке, где с первого до последнего класса отмечался как лучший ученик. С середины 1920-х годов родители Антонича жили в селе Бортятин, где отец Василий был местным священником. Антонич часто приезжал в село, написал там ряд произведений.
В 1928—1933 — студент Львовского университета Яна Казимира, где учился на философском факультете (специальность — польская филология). Во время учёбы страстно включился в литературную и общественную жизнь столицы Западной Украины, был членом кружка студентов-украинистов при Научной секции Общества «Сторонников образования», всерьёз изучал нюансы украинского языка, вчитываясь не только в словари и грамматически-лингвистические учебники, но и в произведения поэтов Советской Украины.
Первое стихотворение опубликовал в 1931 году в пластовском журнале «Огни». Несмотря на плодотворное поэтическое творчество и трудный процесс усвоения литературного языка, поэт находил время на работу в других жанрах и на публицистику. Выступал с докладами об украинской и других литературах, переводил, писал рецензии, публиковал сатирические фельетоны и пародии. Вёл литературную хронику в журнале «Дажбог». Кроме того, пробовал свои силы в прозе и драматургии: остались неоконченная новелла «Три мандолины» и большой фрагмент повести, которая должна была называться «На другом берегу». Написал либретто к несостоявшейся опере «Довбуш». Некоторое время редактировал журнал «Дажбог» и вместе с Владимиром Гаврилюком журнал «Вехи». Рисовал, играл на скрипке и сочинял музыку, мечтал стать композитором. Эти области искусства, особенно живопись, очень сильно повлияли на его лирику.
Антонич умер на 28-м году жизни. Воспаление слепой кишки и последовавшее воспаление лёгких врачам удалось побороть, но когда поэт уже выздоравливал, переутомлённое долгой и высокой горячкой сердце не выдержало. Похоронен во Львове на Яновском кладбище.

## Творчество
За свою короткую жизнь издал три книги — «Приветствие жизни», «Три кольца» и «Книга льва». Сборники «Зелёное евангелие», «Ротации» и «Великая гармония» изданы после безвременной кончины поэта. В своей поэзии Антонич — языческий натурфилософ, пантеист и мифограф, мастер метафоры, некоторыми мотивами сближающийся с Заболоцким того же периода. Много выступал как критик и теоретик литературы, переводил Рильке.

## Признание
После его смерти и вхождения Западной Украины в УССР (1939) Антонич, как аполитичный поэт-мистик, был запрещён; интерес к нему возник лишь в 1960-е годы в эмиграции, а затем и в СССР. Его стихи переведены на многие языки.
В 1989 во Львове установлена мемориальная доска на Городоцкой улице, д. 50, где он жил. Мемориальная доска Антоничу есть и на его родине в Новице (Польша).
На его могиле на Яновском кладбище во Львове установлен памятник работы скульптора Теодозии Брыж.
- Мемориальная доска на родине в Новице (Малая Польша)
- Памятник на могиле Богдана-Игоря Антонича. Работа скульптора Т.Брыж

## Публикации на русском языке
- Антонич Б.-И. Ночь; Бунт; Пейзаж в окне; Над водою; Ветер : стихи / Б.-И. Антонич, перевод с украинского Е. Новичихина // Подъём. — 1980. — № 1. — С. 118—119.
- Три перстня. Зелёное евангелие / Перевод З. Левицкого. — Львов: Каменяр, 1994.
- История культуры. Стихи Б.-И. Антонича и С. Жадана / Сост. и перевод А. Пустогарова. — М.: ЭРА, 2004.
- Неизвестная Украина. Антология / Сост. И. Клеха, перевод А. Пустогарова. — М.: Emergency Exit, 2005.
- Переводы А. Пустогарова:
- Переводы Е. Витковского: [www.stihi.ru/poems/2003/10/12-1023.html]
- Переводы В. Яськова: , ,